# Elisabeth Schlicht
Elisabeth Schlicht (* 19. November 1914 in Sögel; † 9. August 1989 in Werlte) war eine prähistorische Archäologin, die überwiegend im Emsland tätig war.

## Leben
Elisabeth Schlicht besuchte die Volksschule und „höhere Mädchenschule“ in Sögel, erreichte die Mittlere Reife an der Klosterschule St. Angela Haste bei Osnabrück und legte 1934 das Abitur am Gymnasium in Cloppenburg ab. Nach Mitarbeit am Cloppenburger Museum, dem späteren Museumsdorf Cloppenburg, noch während der Schulzeit und der Einrichtung eines „Hümmlinger Heimatmuseums“ in Sögel absolvierte sie ein Volontariat am damaligen Provinzialmuseum Hannover. Im Frühjahr 1935 nahm sie in Göttingen das Studium der Vorgeschichte, Geschichte, Volkskunde und Germanistik auf. Weitere Studienorte waren Marburg, München und Kiel.
Nach einer ersten selbständigen archäologischen Untersuchung eines Grabhügels 1937 führte sie eine Landesaufnahme aller bekannt gewordenen vor- und frühgeschichtlichen Fundstellen und Funde auf dem Hümmling durch. Aus dieser Materialaufnahme heraus bearbeitete sie die Steinzeit als Dissertation. Im Juli 1941 wurde sie an der Universität Kiel bei Gustav Schwantes mit einer Dissertation über „Die Vorgeschichte des Hümling. Die Steinzeit“ promoviert. und war danach wissenschaftliche Assistentin am Landesmuseum Kiel. 1942 wurde sie wissenschaftliche Assistentin am Seminar für Vor- und Frühgeschichte der Universität Straßburg und 1943 stellvertretende Direktorin am Landesamt für Vorgeschichte in Posen.
Im Jahr 1942 nahm sie Ausgrabungen im Emsland vor. „Im Oktober 1942 verhandelt Elisabeth Schlicht mit dem Kommandeur der Strafgefangenenlager im Emsland über den Einsatz von Gefangenen aus dem Lager I Börgermoor auf der Ausgrabung, der auch genehmigt wurde.“
1948 wurde sie Kreisheimatpflegerin für den Landkreis Aschendorf-Hümmling, 1953 Geschäftsführerin des neugegründeten Emsländischen Heimatvereins und Schriftführerin der Jahrbücher dieses Vereins, ab 1955 Vertrauensmann für kulturgeschichtliche Bodenaltertümer und ständiger Vertreter des Landesarchäologen in den heutigen Kreisen Emsland und Grafschaft Bentheim und ab 1958 Archivpfleger für den damaligen Landkreis Meppen. Von 1958 bis 1963 leitete sie das Museum „Heimathaus Emsland“ in Meppen, das die gesamte Geschichte des Emslandes umfasste. Im Zuge der Emsland-Erschließung führte sie zwischen 1951 und 1963 eine große Anzahl archäologischer Ausgrabungen durch, die grundlegend für die Erforschung der emsländischen Ur- und Frühgeschichte sind. Von 1964 bis 1974 arbeitete sie als Wissenschaftlerin am Landesmuseum Hannover.
In zahlreichen Aufsätzen und zwei Monographien hat Schlicht die Ergebnisse ihrer Ausgrabungen publiziert: „Die Funde aus dem Megalithgrab 2 von Emmeln, Kreis Meppen, Studien zur Keramik der Trichterbecherkultur im Gebiet zwischen Weser und Zuidersee“ (1968) und „Das Megalithgrab 7 von Groß-Berßen. Studien zur Keramik der Trichterbecherkultur im Gebiet zwischen Weser und Zuidersee“ (1972).

## Ehrungen
- 1985 wurde Schlicht mit dem ersten Kulturpreis des Landkreises Emsland ausgezeichnet.